# Полин сизий
Полин сизий (Artemisia glauca) — вид рослин із родини айстрових (Asteraceae).

## Біоморфологічна характеристика

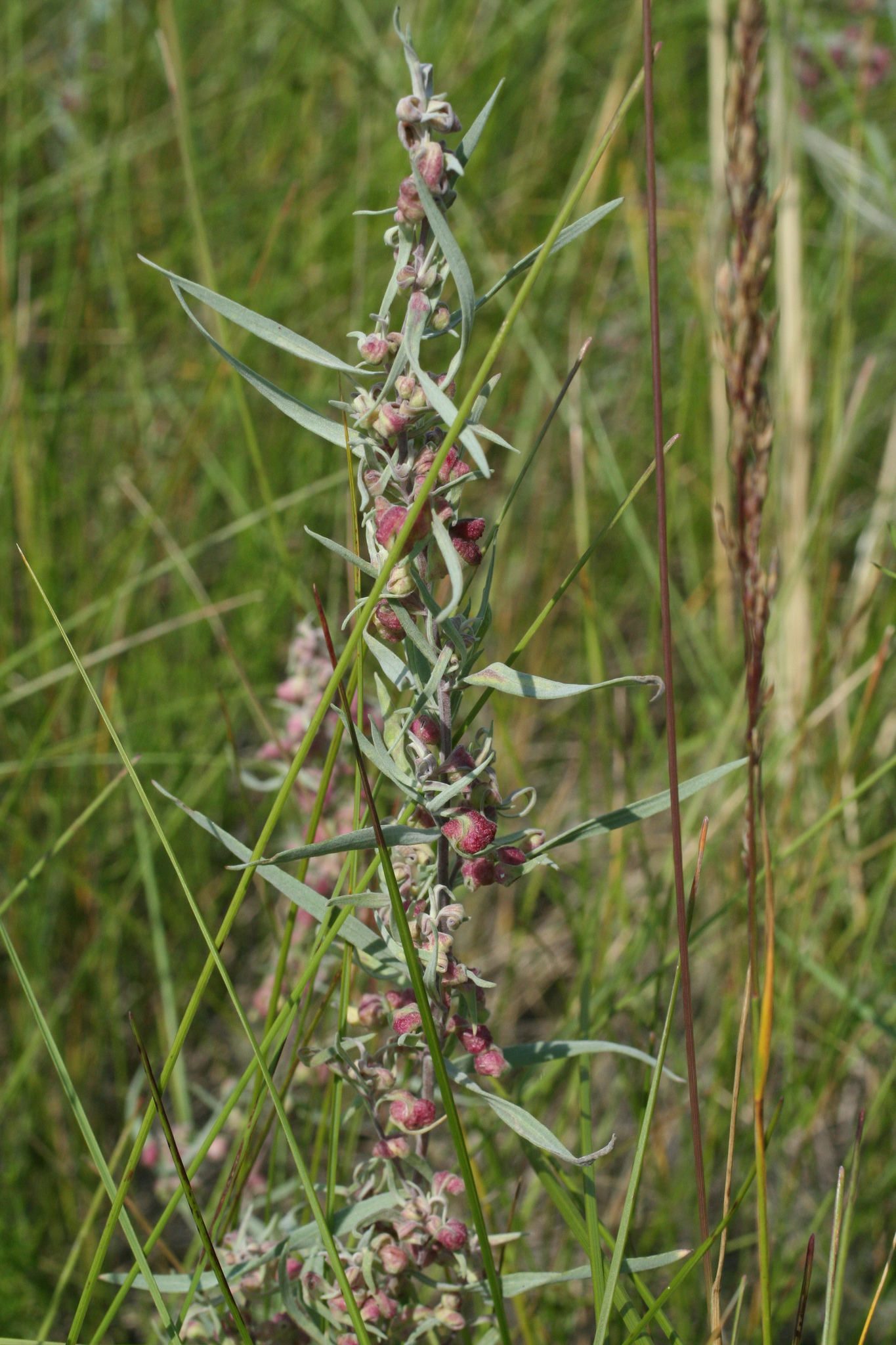

A. glauca — це кореневищний багаторічний кущ, що поширюється локально переважно кореневищами; також може розмножуватися насінням. Кореневище світло-коричневе, у діаметрі 0.5–2 см, розгалужується у вузлах. Кореневища залишаються у верхніх 15–30 см ґрунту і утворюють розгалужену підземну мережу. Листки зелені й мають сріблясто-білу шерсть на обох поверхнях. Розмір листя змінюється залежно від висоти рослини, і спадає знизу вгору. Нижні листки лопатчасті з зубчастими краями, однак середнє і верхнє листя від лінійної до ланцетної форми, 1–2 перисті частки зазвичай трійчасті. Середня довжина листя в межах 0.6–9.5 см. Квітки народжуються у волоті, що закінчується майже кулястими головками. Вони нещільно розташовані на гілках. Кількість суцвіть на одній гілці 11–34. Голови гетерогамні, невеликі за розміром (1–4 мм завширшки). На бутонній стадії ці голови зеленого кольору, але під час дозрівання стають жовтувато-зеленими. Кількість квіток на голову 19–34. Плід полину — циліндрична сім'янка. Насіння коричневе, 1–2 мм завдовжки. 

## Середовище проживання
Зростає від сходу Європи до Монголії та західних Гімалаїв — Україна, Росія, Казахстан, Монголія, пн.-зх. Індія.